# Timea trigonostellata
Timea trigonostellata är en svampdjursart som först beskrevs av Carter 1880.  Timea trigonostellata ingår i släktet Timea och familjen Timeidae. Inga underarter finns listade i Catalogue of Life.